# Daniel Davis (Schauspieler)

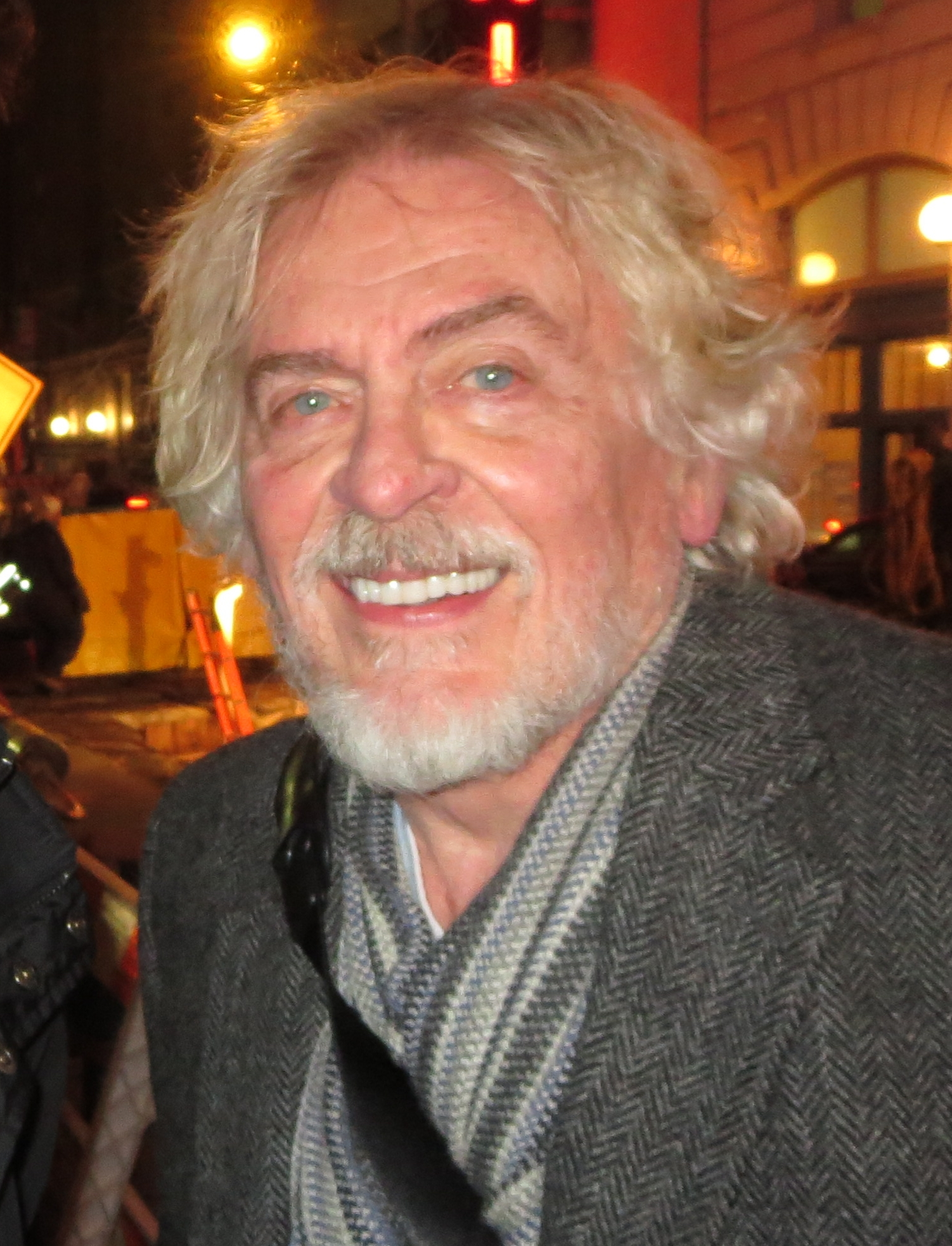
Daniel Davis (2016)

Daniel Davis (* 26. November 1945 in Gurdon, Arkansas) ist ein US-amerikanischer Schauspieler. Bekanntheit erlangte er vor allem durch die Rolle des Butlers Niles in der von 1993 bis 1999 erstausgestrahlten Sitcom Die Nanny.

## Leben und Karriere
Davis begann im Alter von elf Jahren seine Karriere als Sänger, Tänzer und Comedian. Seine Auftritte wurden im Rahmen einer Kinderserie im lokalen Fernsehprogramm ausgestrahlt. Er besuchte das Arkansas Arts Center und machte dort sein Diplom im Fach Bildende Künste. Nach seiner Entlassung wurde er zum Shakespeare Festival in Oregon eingeladen. Dort wurde er von einem Produzenten entdeckt, der ihm eine Rolle in seinem Broadway-Stück Futz in New York anbot.
Davis verließ die Broadway-Produktion und wechselte zum Shakespeare Festival in Stradford, Connecticut, um dort für zwei Jahre seine Karriere als Theaterspieler weiter zu festigen. In einem Zeitraum von fast 22 Jahren spielte er in mehreren Theatergruppen mit und hatte Auftritte u. a. im The Guthrie Theater, The Williamstow Theater Festival, The National Theater of Canada und sieben Jahre im American Conservatory in San Francisco.
Davis trat auch weiterhin in Broadway-Produktionen auf, darunter in Amadeus und zusammen mit Katharine Hepburn in Coco. Auf der Leinwand war Davis unter anderem 1989 als Halstead in Mein Partner mit der kalten Schnauze sowie 1990 als Kapitän Charlie Davenport in Jagd auf Roter Oktober zu sehen.
Nachdem er bereits in den Jahren zuvor regelmäßige Auftritte in der US-Serie Texas und Rollen in Fernsehfilmen wie A Mighty Fortress und The Perfect Tribute hatte, war Davis seit den 1980er Jahren in einer Vielzahl von Fernsehserien zu sehen. Hierzu zählten einzelne Epidsoden von Cheers, Frasier, L.A. Law, Remington Steele, Agentin mit Herz, Mord ist Ihr Hobby, Der Equalizer, Cagney & Lacey oder als Harry Thresher in insgesamt fünf Folgen von Der Denver-Clan. 1988 und 1993 spielte er zweimal in Raumschiff Enterprise – Das nächste Jahrhundert die Rolle des Professor Moriarty. Diese Rolle verkörperte er auch 2022 in der 3. Staffel von Star Trek: Picard. 1992 war Davis im Columbo-Krimi Bluthochzeit in der Rolle eines Hochzeitsfotografen zu sehen.
Von 1993 bis 1999 spielte Davis neben Fran Drescher und Charles Shaughnessy in der Sitcom Die Nanny den Butler Niles. Er bekam die Rolle auch, weil er beim Casting einen britischen Akzent vortäuschte, da Niles aus England kommt.
Zu Davis späteren Rollen gehören die eines Richters in Prestige – Die Meister der Magie im Jahr 2006 sowie Gastauftritte in Fernsehserien wie Gotham, The Blacklist und Elementary. Er ist bis heute als Theater- und Filmschauspieler aktiv.
Daniel Davis hatte im Verlauf seiner Karriere verschiedene deutschsprachige Synchronsprecher. In seiner bekanntesten Rolle als Niles wurde er von Horst Sachtleben gesprochen.

## Filmografie (Auswahl)

### Filme
- 1971: Pigeons
- 1974: In Fashion
- 1983: Doonesbury: A Broadway Musical
- 1984: Kettenbriefe (Chain Letters)
- 1985: The Eagle and the Bear (Fernsehfilm)
- 1986: Blind Justice – Ermittler mit geschärften Sinnen (Blind Justice)
- 1986: George Washington II: The Forging of a Nation (Fernsehfilm)
- 1987: The Spirit (Fernsehfilm)
- 1988: Footballstar um jeden Preis (What Price Victory; Fernsehfilm)
- 1989: Mein Partner mit der kalten Schnauze (K-9)
- 1990: Jagd auf Roter Oktober (The Hunt for Red October)
- 1990: Havanna (Havana)
- 1991: Danielle Steele – Palomino (Fernsehfilm)
- 1991: Ein dorniger Weg (She Stood Alone; Fernsehfilm)
- 1991: Im Schatten des Todes (The Perfect Tribute; Fernsehfilm)
- 2006: Prestige – Die Meister der Magie (The Prestige)

### Fernsehserien
Soweit nicht anders erwähnt jeweils eine Folge.
- 1980–1981: Texas (71 Folgen)
- 1984: Cagney & Lacey (Folge 1x10)
- 1984: Das A-Team (The A-Team)
- 1984: Ein Engel auf Erden (Highway to Heaven, 2 Folgen)
- 1986: Hardcastle & McCormick
- 1985: Remington Steele
- 1985–1986: Agentin mit Herz (Scarecrow and Mrs. King, 2 Folgen)
- 1986: Matlock
- 1986: Cheers
- 1986: Der Equalizer (The Equalizer)
- 1987–1988: Der Denver-Clan (Dynasty, 5 Folgen)
- 1988, 1993: Raumschiff Enterprise – Das nächste Jahrhundert (Star Trek: The Next Generation, Folgen 2x03 und 6x12)
- 1989: MacGyver
- 1992: Mord ist ihr Hobby (Murder, She wrote, Folge Lebenslängliche Wunden)
- 1992: Columbo: Bluthochzeit (No Time to Die)
- 1993–1999: Die Nanny (The Nanny, 145 Folgen)
- 1995: The Nanny Christmas Special: Oy to the World (Fernsehspecial)
- 1997/2000: Men in Black: Die Serie (Men in Black: The Series; Synchronstimme)
- 2002: Frasier
- 2015: Gotham
- 2017: The Blacklist
- 2019: Elementary
- 2019: The Good Fight
- 2020: Dispatches from Elsewhere
- 2022: New Amsterdam
- 2023: Star Trek: Picard (Folge 3x06)
- 2024: Elsbeth (2 Folgen)